# Marian Spier
Marian Spier (Amsterdam, 24 maart 1970) is een Nederlands ondernemer.
Spier is dochter van een Surinaams districtssecretaris werkzaam bij het planbureau en coupeuse Mavis Deekman.
Gedurende haar jeugd bracht ze vijftien jaar door in Paramaribo (vlak na de onafhankelijkheid) waar ze tussen 1986 en 1989 een opleiding volgde aan het Mr. Dr. J. C. de Miranda Lyceum. Tussen 1991 en 1993 studeerde ze bestuurskunde aan de Haagse Hogeschool, en aansluitend tot 1996 communicatie aan de Hogeschool Utrecht. Ze studeerde van 2000 tot 2005 bij Hogeschool Inholland designmanagement.
Een van haar eerste baantjes was op de afdeling parfumerie van De Bijenkorf, Amsterdam. Al tijdens haar studie (1996-2005) was ze werkzaam als communicatiespecialist bij Interpolis, KPN en het Ministerie van Infrastructuur en Milieu. Daarop volgde een docentschap aan de Hogeschool van Amsterdam, een functie die ze uitoefende tot 2013. Dit combineerde ze vanaf 2009 met het vicevoorzitterschap van TEDxAmsterdam dat ze tot 2016 vervulde. Van 2010 tot 2020 was ze voorzitter van de door haarzelf opgerichte TEDxAmsterdamWomen. Ook organiseerde ze de Female Startup Awards. In 2012 begon ze haar eigen bedrijf, AIMarian.
Ze ontving in 2018 een Europese onderscheiding voor haar inzet voor vrouwen, de Women Business Angel Award.
In 2019 trad ze toe tot de Raad van Toezicht van het Van Gogh Museum en de Raad van bestuur van de VandenEnde Foundation. In 2020 begon ze FEM-Start een bedrijf dat vrouwelijke start-ups begeleidt.
Na een jaar uitstel wegens COVID-19 hield ze op 21 maart 2021 online de Sophie Redmond-lezing.
In november 2021 bracht ze via Uitgeverij Pluim haar boek Impact uit over persoonlijk en zakelijk leiderschap. (ISBN 978 94 932 5604 0)
In hetzelfde jaar leverde ze een bijdrage aan het boek Liberté, égalité, Beyoncé (De Geus, 9789083112268) met verhalen/essays over de invloed van Beyoncé, samenstelling en voorwoord door Munganyende Hélène Christelle, met bijdragen van Rowan Blijd, Ernestine Comvalius, Babeth Fonchie Fotchind, Clarice Gargard, Dalilla Hermans, Angelique Houtveen, Sabrine Ingabire, Soe Nsuki, Amanda Rijff en Marian Spier.